# Ašvieniai

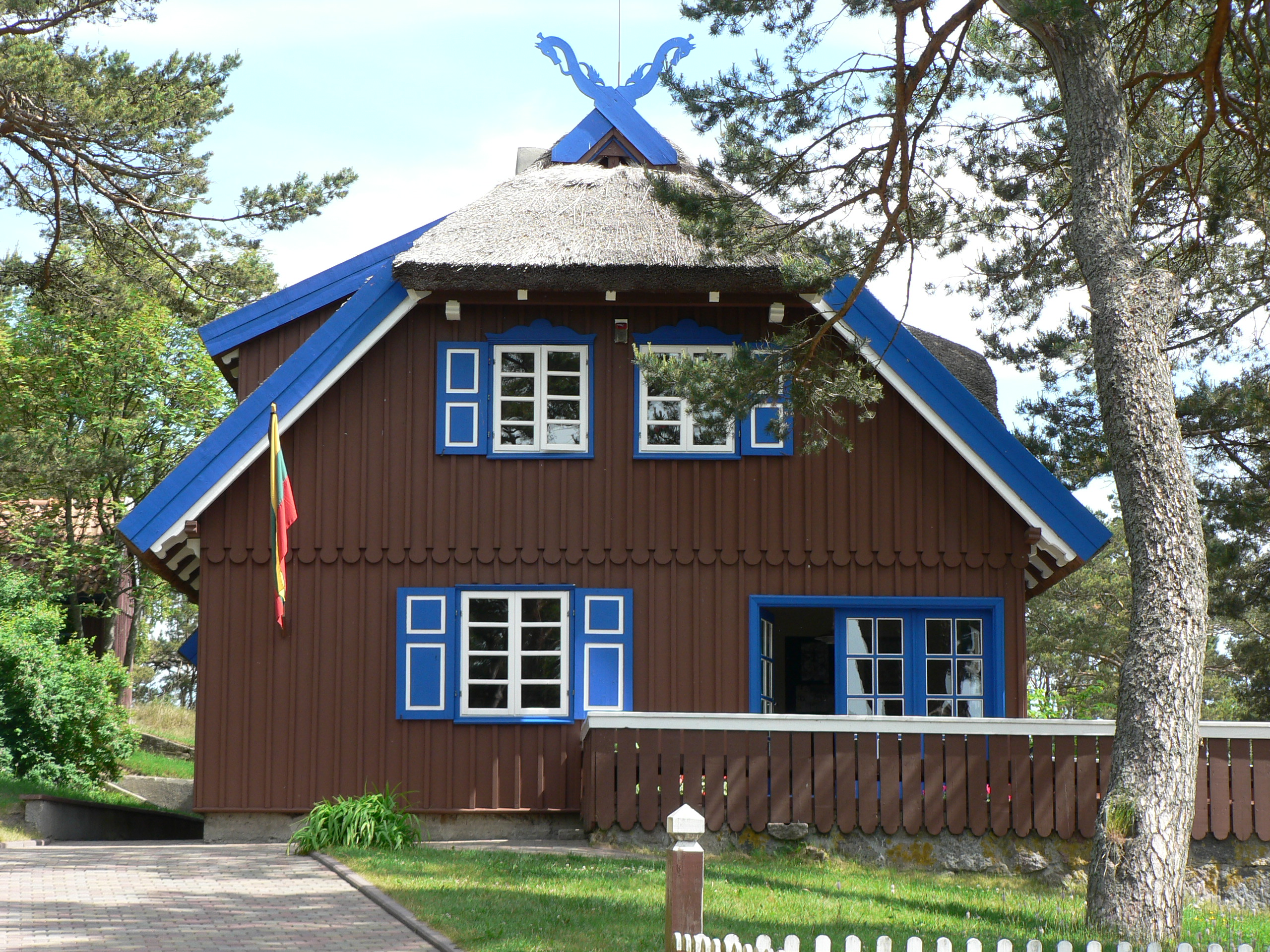
Ašvieniai, communément nommés les petits chevaux, au sommet du toit d'une maison de Nida

Les Ašvieniai sont, dans la mythologie lituanienne des jumeaux divins similaires aux Dieva deli de la mythologie lettonne, proches, par certains aspects, de la mythologie védique. Les deux noms sont issus de la même racine, c'est-à-dire d'un mot proto-indo-européen signifiant cheval : ek'w-.
Les Ašvieniai sont les fiancés de Saulė, la déesse du soleil. L'un d'eux est un cheval noir. Les Ašvieniai semblent avoir quelques similitudes avec Ūsinis (dans la mythologie lettonne, Ūsiņš), le dieu des chevaux.
Les Ašvieniai sont habituellement représentés comme des chevaux (en vieux lituanien, ašvienis signifie "un cheval"), parfois de couleur rouge coq, symbole de l'incendie. Les symboles et les chiffres des Ašvieniai sont utilisés dans l'architecture populaire, en particulier sur le haut des toits. Placés sur le toit, les symboles des Ašvieniai protègent des mauvais esprits. Parfois, les Ašvieniai sont représentés tirant le chariot de Saulė à travers le ciel. Ils sont aussi connus sous les noms de Saules žirgeliai ( "Petits chevaux du soleil") et Dievo sūneliai ( "Petits Fils de Dieu").